# Philoliche rodhaini
Philoliche rodhaini är en tvåvingeart som först beskrevs av Joseph Charles Bequaert 1924.  Philoliche rodhaini ingår i släktet Philoliche och familjen bromsar. Inga underarter finns listade i Catalogue of Life.